# Staël von Holstein

Staël von Holstein.

Staël von Holstein (uttalas [stal fånn hóllstajn]) är en  svensk, rysk, livländsk och estländsk adelsätt (nummer 834) bosatt både i de länderna och i England, Frankrike, Tyskland och USA.
Ätten Stahl eller Staël från Rhendalen är belagd från 1189. I slutet av 1400-talet flyttade en gren till Livland. Stamfader för den svenska grenen blev sedan majoren i polsk tjänst Hildebrand Staël (död 1587). Hans söner var kaptenen Johan Staëls (död 1691) och borgmästaren i Pernau, Mattias Staëls (död 1650). Samtliga barn naturaliserades såsom svenska adelsmän 1652 och introducerades 1675. Ätten uppflyttades 1778 till dåvarande riddarklassen.
Ätten utgrenades 1719 i friherrliga ätten Staël von Holstein, nummer 155. Grenar av ätten, som 1869 respektive 1881 upphöjdes i rysk baronlig värdighet, har intagits på riddarhusen i Estland och Livland och levde till 1917 i Ryssland samt fortlever nu i England, Frankrike, Tyskland och USA, bland annat huvudmannagrenen.
Den 31 december 2014 var tio personer med efternamnet Staël von Holstein folkbokförda i Sverige, medan 37 personer hade efternamnet Stael von Holstein (stavning utan trema).

## Personer med namnet Staël von Holstein eller med varianter av detta namn
- Axel Staël von Holstein (1848–1908), militär
- Corfitz Ludvig Staël von Holstein (1753–1819), militär och politiker
- Erik Magnus Staël von Holstein (1749–1802), diplomat, gift med Germaine de Staël
- Fabian Wilhelm Staël von Holstein (1797–1873), militär och politiker
- Georg Bogislaus Staël von Holstein (1685–1763), militär
- Germaine de Staël (1766–1817), fransk författare och salongsvärd
- Jacob Staël von Holstein (1628–1679), militär
- Jacob Axel Staël von Holstein  (1680–1730), militär
- Joachim Staël von Holstein (1759–1836), militär och företagsledare
- Johan Staël von Holstein (född 1963), företagsledare
- Mathilda Staël von Holstein (1876–1953), advokat och feminist
- Nicolas de Staël (1914–1955), rysk målare
- Otto Wilhelm Staël von Holstein (1834–1902), jurist och ämbetsman
- Otto Wilhelm Staël von Holstein (militär) (1668–1730)
- Otto Wilhelm Staël von Holstein (1802–1884), jurist och ämbetsman

## Släktens vapenblasonering iRiddarhuset
”...Skölden hvijth, där uthi otta röda kulor, åfven oppå skölden en öppen tornerehielm, täckedh och krantzen medh rött och hvitt fördeelte. Åfven oppå hielmen tvenne hvijthe boffelhoren emillan otta kulor, aldeles som thedh medh sine rätte färgor här repræsenteradt och afmåladt finnes...”